# كأس إسكتلندا 1995–96
كأس اسكتلندا 1995–96 (بالإنجليزية: 1995–96 Scottish Cup)‏ هو الموسم 111 من كأس اسكتلندا. أقيم خلال الفترة ديسمبر 1995 وحتى 19 مايو 1996، وأشرف على تنظيمه اتحاد اسكتلندا لكرة القدم، وكان عدد الأندية المشاركة فيه 48، وفاز فيه نادي رينجرز.